# Saxifraga stellariifolia
Saxifraga stellariifolia är en stenbräckeväxtart som beskrevs av Adrien René Franchet. Saxifraga stellariifolia ingår i Bräckesläktet som ingår i familjen stenbräckeväxter. Inga underarter finns listade i Catalogue of Life.